# رايموند جاكسون
رايموند جاكسون (بالإنجليزية: Raymond Jackson)‏ هو لاعب كرة قدم أمريكية أمريكي، ولد في 4 يونيو 1963 في إيست شيكاغو في الولايات المتحدة.